# Iwan Stojanow (1949–2017)
Iwan Georgiew Stojanow (bułg. Иван Георгиев Стоянов, ur. 20 stycznia 1949, zm. 10 grudnia 2017) – piłkarz bułgarski grający na pozycji obrońcy. W swojej karierze rozegrał 19 meczów w reprezentacji Bułgarii.

## Kariera klubowa
W swojej karierze piłkarską Stojanow grał między innymi w Lewskim Sofia.

## Kariera reprezentacyjna
W reprezentacji Bułgarii Stojanow zadebiutował 21 czerwca 1972 roku w zremisowanym 1:1 towarzyskim meczu z Włochami. W 1974 roku został powołany do kadry na Mistrzostwa Świata w RFN. Na tym turnieju rozegrał jeden mecz, z Holandią (1:4). Od 1972 do 1974 roku rozegrał w kadrze narodowej 19 meczów.
| Mecze i gole w reprezentacji | Mecze i gole w reprezentacji | Mecze i gole w reprezentacji | Mecze i gole w reprezentacji | Mecze i gole w reprezentacji | Mecze i gole w reprezentacji | Mecze i gole w reprezentacji |
| #                            | Data                         | Stadion                      | Rywal                        | Wynik                        | Gol                          | Rozgrywki                    |
| 1972                         | 1972                         | 1972                         | 1972                         | 1972                         | 1972                         | 1972                         |
| ---------------------------- | ---------------------------- | ---------------------------- | ---------------------------- | ---------------------------- | ---------------------------- | ---------------------------- |
| 1.                           | 21.06.1972                   | Sofia, Bułgaria              | Włochy                       | 1:1                          | 0                            | towarzyski                   |
| 2.                           | 11.10.1972                   | Sofia, Bułgaria              | Jugosławia                   | 2:1                          | 0                            | towarzyski                   |
| 3.                           | 18.10.1972                   | Sofia, Bułgaria              | Irlandia Północna            | 3:0                          | 0                            | el. MŚ 1974                  |
| 4.                           | 19.11.1972                   | Lisi, Cypr                   | Cypr                         | 4:0                          | 0                            | el. MŚ 1974                  |
| 1973                         |                              |                              |                              |                              |                              |                              |
| 5.                           | 28.01.1973                   | Lisi, Cypr                   | Cypr                         | 3:0                          | 0                            | towarzyski                   |
| 6.                           | 31.01.1973                   | Ateny, Grecja                | Grecja                       | 2:2                          | 0                            | towarzyski                   |
| 7.                           | 28.03.1973                   | Płowdiw, Bułgaria            | ZSRR                         | 1:0                          | 0                            | towarzyski                   |
| 8.                           | 02.05.1973                   | Sofia, Bułgaria              | Portugalia                   | 2:1                          | 0                            | el. MŚ 1974                  |
| 9.                           | 12.05.1973                   | Hamburg, RFN                 | RFN                          | 0:3                          | 0                            | towarzyski                   |
| 10.                          | 19.08.1973                   | Warna, Bułgaria              | Polska                       | 0:2                          | 0                            | towarzyski                   |
| 11.                          | 26.09.1973                   | Sheffield, Anglia            | Irlandia Północna            | 0:0                          | 0                            | el. MŚ 1974                  |
| 12.                          | 13.10.1973                   | Lizbona, Portugalia          | Portugalia                   | 2:2                          | 0                            | el. MŚ 1974                  |
| 13.                          | 18.11.1973                   | Sofia, Bułgaria              | Cypr                         | 2:0                          | 0                            | el. MŚ 1974                  |
| 1974                         |                              |                              |                              |                              |                              |                              |
| 14.                          | 06.02.1974                   | Morfu, Cypr                  | Cypr                         | 4:1                          | 0                            | towarzyski                   |
| 15.                          | 08.02.1974                   | Kuwejt, Kuwejt               | Kuwejt                       | 3:1                          | 0                            | towarzyski                   |
| 16.                          | 10.02.1974                   | Kuwejt, Kuwejt               | Kuwejt                       | 2:1                          | 0                            | towarzyski                   |
| 17.                          | 31.03.1974                   | Zalaegerszeg, Węgry          | Węgry                        | 1:3                          | 0                            | towarzyski                   |
| 18.                          | 13.04.1974                   | Płowdiw, Bułgaria            | Czechosłowacja               | 0:1                          | 0                            | towarzyski                   |
| 19.                          | 23.06.1974                   | Dortmund, RFN                | Holandia                     | 1:4                          | 0                            | el. MŚ 1974                  |